# Церковь Санта-Мария-Ассунта-ин-Лорео
Церковь Санта-Мария-Ассунта, также называемая Святилищем Пресвятой Девы Милосердия или просто церковью Вознесения (итал. La chiesa di Santa Maria Assunta, Santuario della Beata Vergine della Carità, Сhiesa dell'Assunta) — римско-католический приходской храм, расположенный на площади Пьяцца дель Лонгена в Лорео, провинция Ровиго области Венето.

## История
Существование церкви в честь Вознесения Девы Марии на небеса (Ассунта) в местности Лорео документально подтверждено с 1094 года. О здании известно лишь то, что на протяжении веков оно было частично разрушено и частично перестроено.
В первой половине XVII века религиозная община Лорео обратилась в епархию Кьоджи с просьбой разрешить начать строительство нового здания, более подходящего для выполнения её функций. Около 1658 года епископ Франческо Грасси, посчитав церковь слишком ветхой и узкой, дал разрешение на снос старого здания. Новое здание было освящено в 1675 году, получив сначала титул приходской церкви, а затем и кафедрального собора. В 1739 году в храм был перенесён образ «Мадонны делла Карита» (Beata Vergine della Carità — Пресвятой Девы Милосердия), которой с 1736 года приписывались чудеса, и с этого времени церковь носила это имя.
Первое здание, построенное в XV веке, позже было реконструировано сначала в XVII веке с фасадом в стиле барокко по проекту архитектора Бальдассаре Лонгены, и, наконец, в XVIII веке. В результате церковь приняла тот вид, который она имеет в наше время.

## Архитектура
Фасад церкви — работа Бальдассаре Лонгены. На высоких постаментах размещены четыре пилястры тосканского ордера, делящие фасад на три части и удерживающие антаблемент с метопами и триглифами, на которых установлен треугольный фронтон. В центральной части фасада расположены два окна, украшенные эдикульными обрамлениями с ионическими полуколоннами и полукруглым зубчатым карнизом, а также верхнее трёхчастное окно, увенчанное разорванным фронтоном. Всё завершается большим треугольным фронтоном, который изначально был украшен статуями по углам (в настоящее время их нет). В центре фасада находится мемориальная доска, посвящённая Деве Марии Милосердной.

## Интерьер и произведения искусства церкви
Интерьер церкви украшен произведениями художников венецианской школы, в том числе Антонио Василакис (XVI век), Пьетро Дамини и Андреа Вичентино (XVII век) и Антонио Маринетти (XVIII век).
Интерьер церкви был спроектирован Бальдассаром Лонгеной после пожара, поразившего здание в середине XVII века. Архитектор взял за образец интерьер церкви Санта-Мария-ди-Назарет в Венеции. Церковь имеет один неф, перекрытый крестовыми сводами, окружённый с каждой стороны тремя капеллами, разделёнными стенными отсеками, на которых расположены парные пилястры. Центральные капеллы характеризуются большей высотой и шириной, чем остальные. Пресбитерий представляет собой малую прямоугольную в плане капеллу, покрытую цилиндрическим сводом. Также имеется полукруглая апсида. Внутреннее пространство отмечено ионическим ордером, использованным в пилястрах, поддерживающих непрерывный антаблемент, на котором установлен крестовый свод.
Внутри церкви имеются восемь алтарей, по одному на каждую капеллу, в которых хранятся различные произведения искусства, включая картины и статуи. Главный алтарь в стиле барокко создан венецианским скульптором Антонио Тарсиа. Он украшен двумя статуями, изображающими Святых Петра и Павла, работа Джузеппе Торретти, Среди различных живописных работ внутри здания на боковых стенах пресбитерия расположены две картины: «Чудо Пресвятой Девы» Пьетро Дамини и «Поклонение пастухов» Антонио Вассилакки.

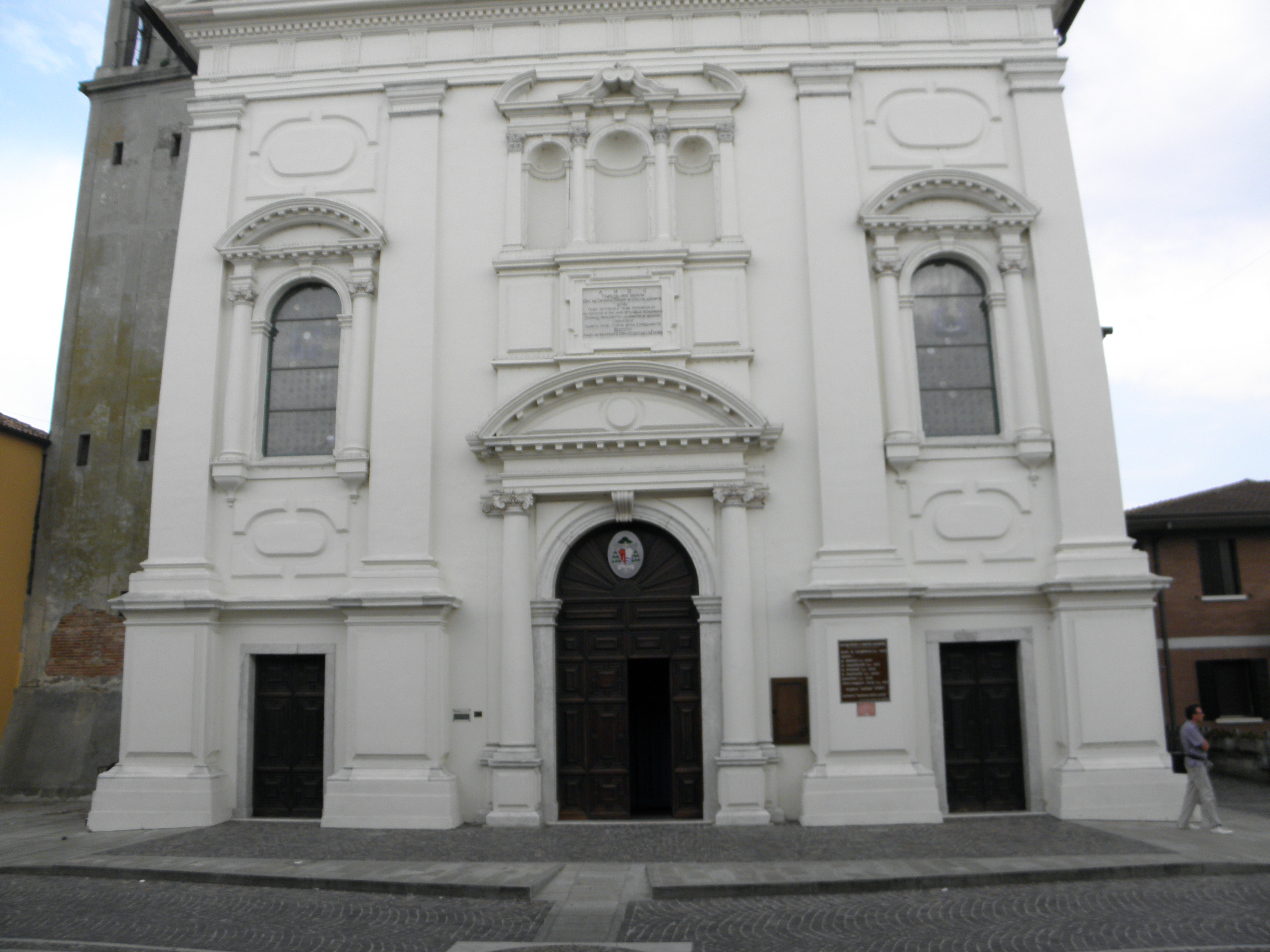
Фасад. Центральная часть
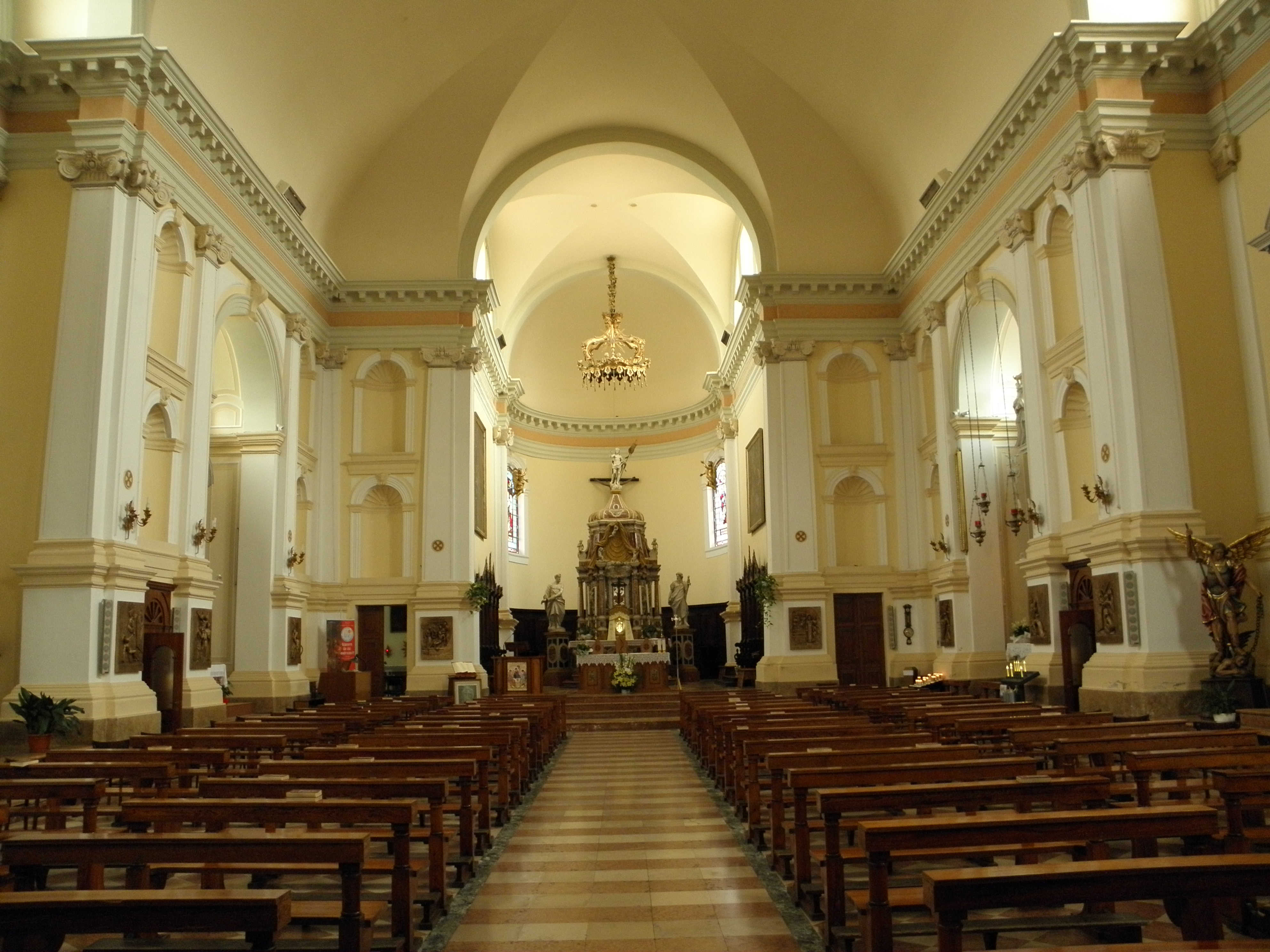
Интерьер
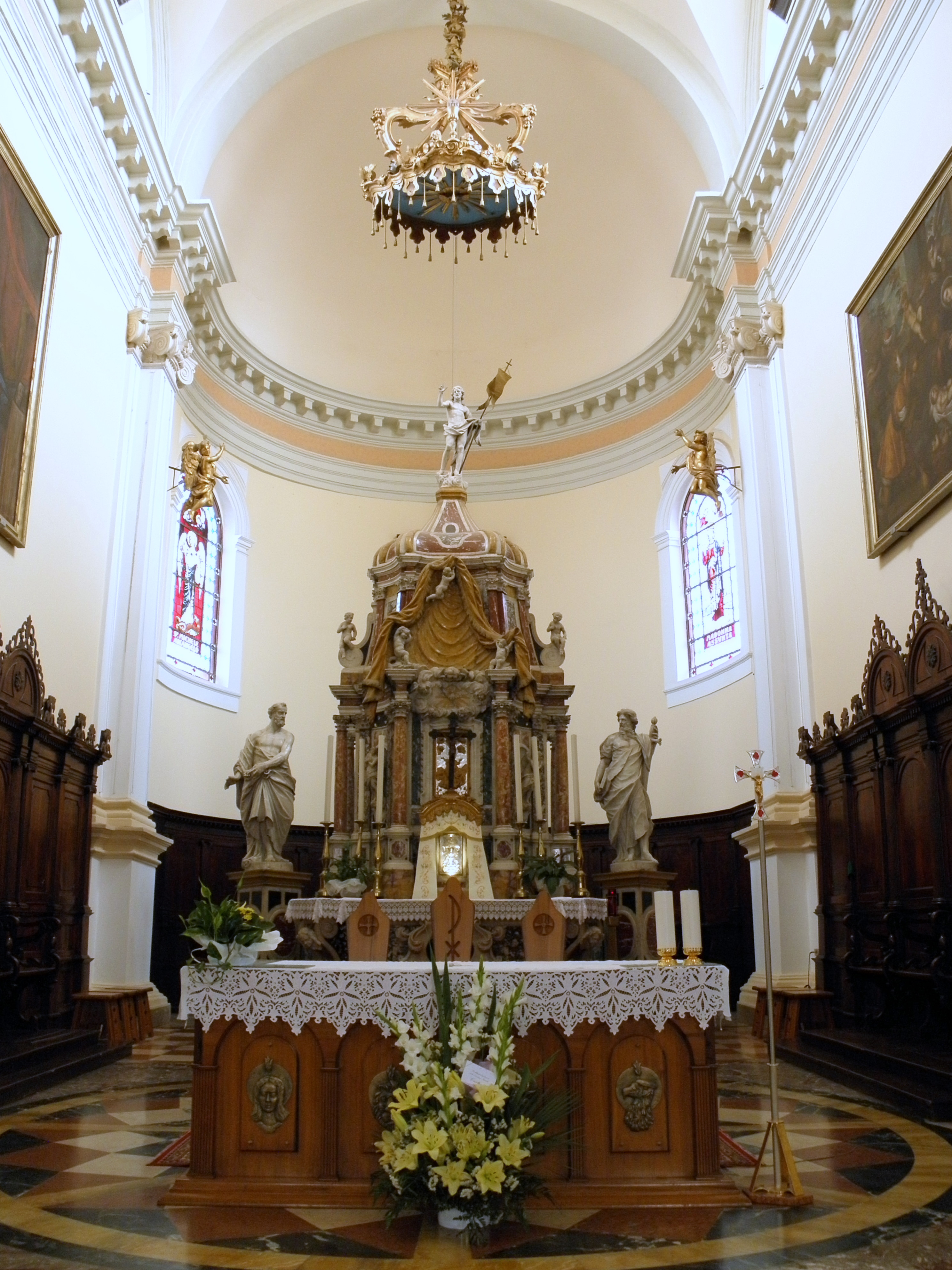
Главный алтарь
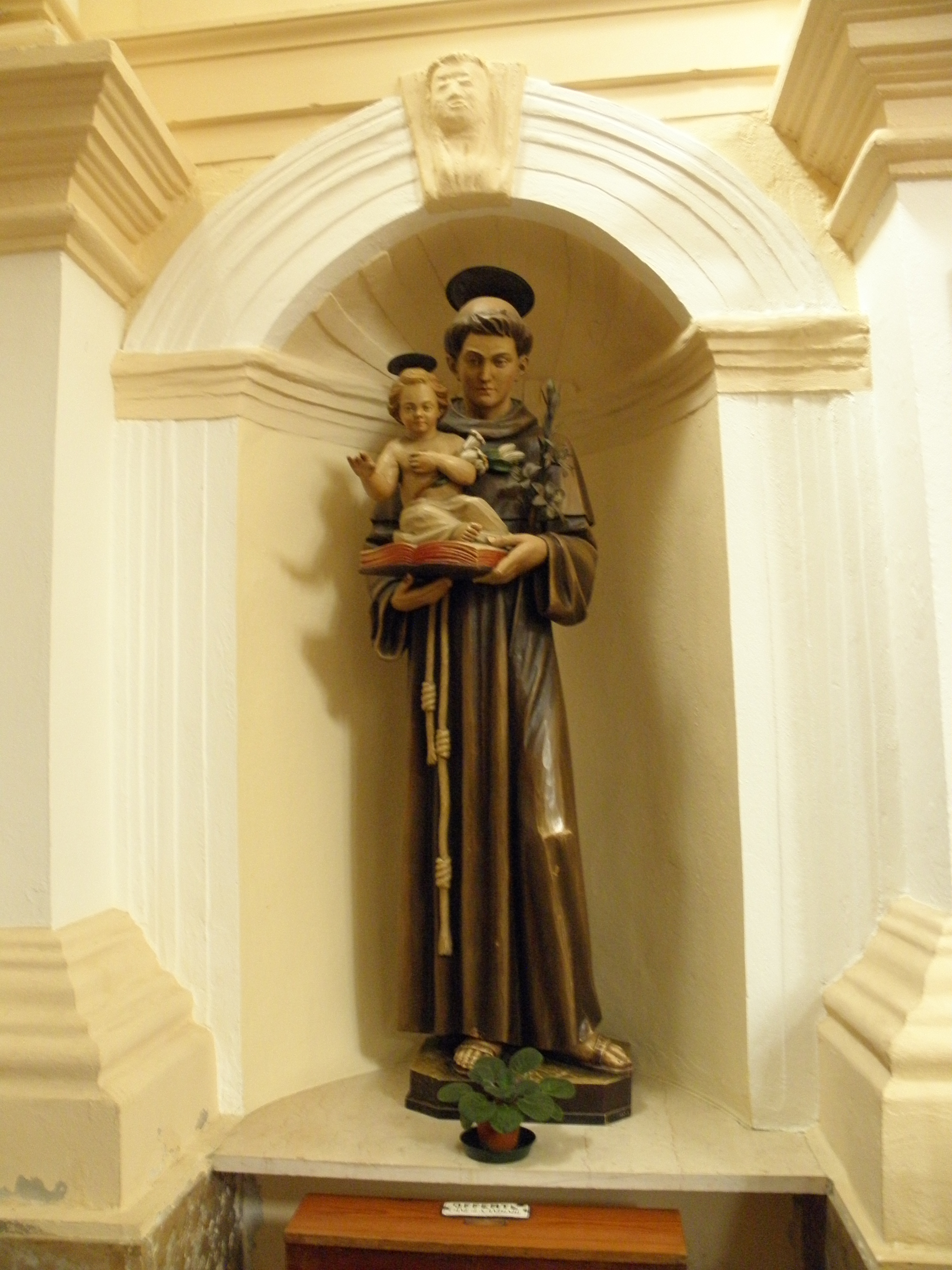
Статуя Святого Антония Падуанского
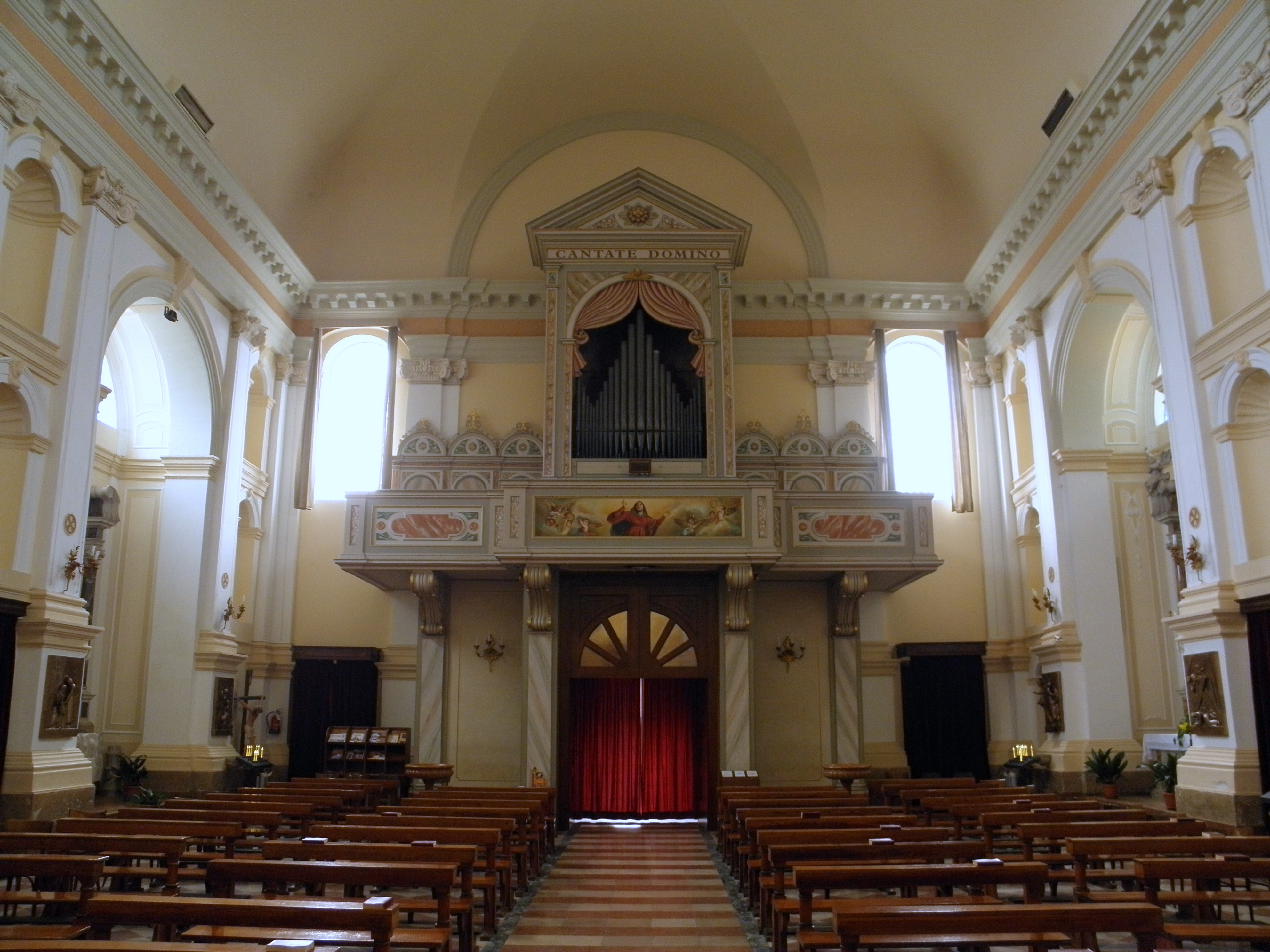
Контрфасад. Орган